# Paspalum edmondii
Paspalum edmondii är en gräsart som beskrevs av Leon. Paspalum edmondii ingår i släktet tvillinghirser, och familjen gräs. Inga underarter finns listade i Catalogue of Life.